# Johnny Cochrane
Johnny Cochrane (Paisley, ... – ...; fl. XX secolo) è stato un allenatore di calcio scozzese.

## Carriera

### Allenatore
Dal luglio del 1916 all'aprile del 1928 ha allenato il St. Mirren, nella prima divisione scozzese; in precedenza aveva lavorato al St. Johnstone. In complessive 496 partite ufficiali con i bianconeri, ha avuto un bilancio di 200 vittorie, 106 pareggi e 190 sconfitte (tra cui 177 vittorie, 101 pareggi e 182 sconfitte in 460 partite di campionato), vincendo inoltre la Coppa di Scozia (la prima nella storia del club) nella stagione 1925-1926 (e perdendo una finale nella medesima competizione nella stagione 1924-1925).
Nel 1928 si trasferisce in Inghilterra, rimpiazzando Bob Kyle come allenatore del Sunderland, club della prima divisione inglese, dove rimane fino al 13 marzo 1939. Nella sua prima stagione inglese, i biancorossi chiudono il campionato al quarto posto in classifica; negli anni seguenti arrivano invece diversi piazzamenti a metà classifica (nell'ordine, un nono, un undicesimo, un tredicesimo ed un dodicesimo posto in classifica), seguiti dal sesto posto della First Division 1933-1934 e, soprattutto, dal secondo posto del campionato successivo. Nella stagione 1935-1936 vince il campionato, mentre l'anno seguente oltre al Charity Shield vince la FA Cup, chiudendo il campionato all'ottavo posto in classifica (e perdendo il Charity Shield), piazzamento che replica anche nella stagione 1937-1938 (la sua ultima trascorsa integralmente nel club). Con il Sunderland ha avuto un bilancio complessivo di 212 vittorie, 122 pareggi e 166 sconfitte in 500 partite ufficiali allenate, tra cui 187 vittorie, 107 pareggi e 155 sconfitte in 449 partite di campionato.
Nel 1939 accetta infine l'incarico di allenare il Reading, club di terza divisione inglese, ma lascia l'incarico soli 13 giorni dopo averlo ottenuto.

## Palmarès

### Allenatore

#### Competizioni nazionali
- Coppa di Scozia: 1

St. Mirren: 1925-1926
- Campionato inglese: 1

Sunderland: 1935-1936
- Coppa d'Inghilterra: 1

Sunderland: 1936-1937
- Community Shield: 1

Sunderland: 1936